# 柏村信雄
柏村 信雄（かしわむら のぶお、1907年〈明治40年〉6月5日 - 1989年〈平成元年〉1月16日）は、日本の内務・警察官僚。第三代警察庁長官として60年安保時代の治安対策責任者であった。

## 生涯
福島県会津若松市出身で、1925年（大正14年）会津中学を卒業した。中学時代の同級生には星冬四郎東大教授、星光一北大教授、終戦時の第11方面軍参謀などがいた。柏村は静岡県での代用教員を経て、1928年（昭和3年）旧制静岡高校に進む。1934年（昭和9年）東京帝大を卒業。在学中に高等文官試験に合格しており、内務省に入省した。

### 官歴
官歴は京都府属に始まる。戦前の警察関係の履歴としては、警保局に2度配属されたほか岩手県特高課長職があるが、同職からは短日間で地方局へ転任し、警察経験は少なかった。鹿児島県学務課長、満洲国総務庁参事官などを務めて終戦を迎える。
戦後は終戦連絡中央事務局、内務省地方局、総理庁で課長を務め、1948年（昭和23年）国家地方警察本部総務部、同警備部の部長を経て、1952年（昭和27年）公安調査庁調査部第一部長、警察庁警務部長、警察庁次長を歴任。この間、1951年（昭和26年）に密出入国に関する治安行政機関監察の件で衆議院行政監察特別委員会に証人喚問された。1958年（昭和33年）8月、石井栄三の後任として警察庁長官に就任した。警視総監には捜査の小倉といわれた小倉謙が就任し、旧内務省主流派の柏村、小倉体制が発足する。

### 警察庁長官
警察庁長官は、警察庁の推薦を内閣総理大臣が承認し、国家公安委員会が任命する。したがって内閣や国会が直接関与することはできず、警察の政治的中立性を保つことが可能となる。初代長官の斎藤昇は吉田茂総理の辞任要求を拒否した。

### 警職法改正案
10月、日米安全保障条約改定交渉を開始した岸内閣は警職法改正案を国会に提出する。この改正案は、占領政策によって削減された警察権限の修正と、安保改定に伴う混乱も想定したものであった。岸信介首相の東条内閣閣僚という前歴、戦前の予防検束などの復活を思わせる｢デートもできない警職法｣というスローガンなどがあいまって強い反対運動が起きた。柏村個人はこの改正に消極的であったが、自ら新聞に投書を行い、世論の｢誤解｣を解こうともしている。国会会期の延長を巡って強行採決が行われたため、国会審議は中断し法案は廃案となった。柏村は閣僚の勧めを退け再提出を行わなかった。朝日新聞編集委員などを勤めた鈴木卓郎は、警察庁に国民は警察に従うべきという深層心理があったと指摘し、同時に改正案以上に強力な職務執行が行われていることに批判がないと指摘している。警職法改正反対運動で結成された｢警職法改悪反対国民会議｣は｢安保改定阻止国民会議｣に発展する。

### 60年安保

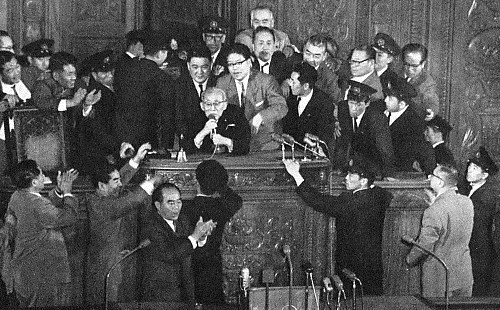
1960年5月19日の衆議院強行採決。マイクを握り議長席にいるのは清瀬一郎。

岸信介は安保改定実現が内閣最大の使命であり、国民に責任を果たすことになると考えていた。しかし安保反対運動は、戦前政治の象徴として受け取られた岸個人への反感という要素を含み、戦後最大の政治運動となる。1960年（昭和35年）1月19日、新安保条約が調印され、2月5日に国会に提出された。反対運動は全国統一行動が23次におよび、ストライキ及び職場集会参加者約706万人、一般集会約459万人、デモ参加者約428万人という規模で、安保反対請願署名は1300万人を超えた。なお1960年の有権者数は約5400万人である。岸はアイゼンハワー大統領の訪日が予定されていた6月19日までに批准成立を図っており、そのためには衆議院を5月19日までに通過させねばならず、警察官を議場に投入した強行採決が行われた。反対運動は岸内閣の退陣、国会解散に主目標を移す。事態は米大統領秘書官が羽田空港から駐日アメリカ合衆国大使館への道中でデモ隊に囲まれヘリコプターで脱出するまでに悪化し、大統領訪日は中止となる。6月15日の総評ストライキには580万人が参加し、11万人が請願デモを行った。さらに国会構内への突入を図った17000人と機動隊が激突し、樺美智子が死亡する。この事態に東京大学の茅誠司総長は抗議声明を、全国紙は『暴力を廃し議会主義を守れ』とする共同宣言を発表した。19日の新安保条約自然成立の際は33万人が国会と内閣総理大臣官邸に集まった。現場の機動隊員は命の危険を感じながら活動したのである。60年安保闘争は新安保の発効と岸の辞任表明により終焉に向かう。柏村は折から緊迫していた三井三池闘争に対しては、事態を悪化させないよう指示を出して両面作戦を避け、デモに対しては構内に突入する者のみを制圧する「内張り作戦」を採った。60年安保闘争での警察官の負傷者は2236名であった。3月後には浅沼稲次郎刺殺事件、次いで風流夢譚事件が起き、小倉警視総監が辞職。原文兵衛が後任となる。

### 柏村と岸

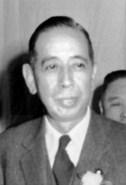
1956年の岸信介

柏村は新安保条約に類したものは必要と考えていたが、岸内閣反対者が安保反対に回ったために、安保反対運動参加者が増大したと考えていた。岸は大統領訪日に政治生命をかけ、柏村にデモ隊を排除し、治安を回復するよう迫る。後年、柏村はこの際の回答につき次のように語っている。
この事態を受けて、警察内部には総理に忠実であるべきという意見があったが、それは少数であり、各地の警察本部をあずかる警察本部長からは柏村の罷免が行われた場合、一斉辞職する旨の電報が寄せられた。岸は自衛隊を治安出動させようと図り、防衛庁長官の赤城宗徳に拒否される。保阪正康は、岸が自衛隊出動を図った理由に柏村への怒りと不信の存在があったとし、同時に警察が中立を守った証としている。
この米大統領訪日をめぐって柏村は6月8日に駐日アメリカ合衆国大使ダグラス・マッカーサー2世と面会し、警備に責任が持てない旨を語っているが、柏村のこの行動は『岸回顧録』に特筆され秦郁彦は「よほど心外だったのだろう」と述べている。岸はマッカーサ大使に対し大統領秘書官の脱出劇の原因は、「警察関係者の無気力、無能力」と語っている。

### その後
第二次池田内閣が成立し、柏村は警察庁長官から勇退を求められ了承する。篠田弘作自治大臣兼国家公安委員長は記者会見で「退官後の天下り先は公団総裁という破格のポスト」と発表する。同席していた柏村は怒り、その場で退任を拒否した。その理由を柏村は次のように語っている。
この出来事は警察庁長官の中立性を示す話として語り継がれた。柏村はさらに1期長官を務め、狭山事件で引責辞任した。在職4年9月であった。その後は海外移住事業団協会の役員となり、のち理事長に就任。この組織は海外へ渡った日本人を援助する組織で、現在は国際協力機構(JICA)になっている。

## 人物
柏村について鈴木卓郎は「豪胆かつ廉潔な男」と評しており、柏村が自治省から呼び戻した後藤田正晴は好意的であった。柏村の長官室には二本松藩戒石銘である。爾俸爾録 民膏民脂 下民易虐 上天難欺（なんじの俸禄は民の骨肉である。民を虐げることは易く、天を欺くことは難し。） の拓本が掲げられていた。木刀の素振りや書道に親しみ、警察大学校では孫子の兵法を講義するサムライ長官であった。柏村は殉職警察官の遺児を後援する育英会の理事長も務めている。福島県県外在住功労者知事表彰を受賞。なお柏村家は長州藩の出身であり、国司信濃の切腹の場につき従い、殉死を図ったとされる柏村光雄は柏村の祖父である。

## 関連する人物
- 杉田一次： 60年安保当時の陸上幕僚長。出動の準備は整えたが、自衛隊を警察任務に使用することを避けようとしていた。
- 中曽根康弘：岸内閣の科学技術庁長官。大統領訪日延期を進言し、容れられない場合には辞表を提出すると語っていた。
- 原田健（英語版）：60年安保時の宮内庁式部官長。外務次官に大統領訪日の再検討を求める。宮内庁は昭和天皇の安全に危機感を抱いていた。[30]